# Dréan
Pour les articles homonymes, voir Dréan (homonymie) et Mondovi.
Dréan (en arabe : الذرعان), dont l’ancien nom était Mondovi pendant la période coloniale française, est une commune située sur la côte orientale de l’Algérie, à proximité d’Annaba. Elle est le chef-lieu de la daïra de Dréan, dans la wilaya d’El-Tarf.

## Géographie
La commune de Dréan comporte plusieurs cités et quartiers, les plus importants sont :
- Les quartiers de l’ancienne ville (centre-ville) dénommés par les habitants « Elfillage ». Ces quartiers abritent la majorité des administrations : la mairie, la daïra, la poste, le BADR, etc. ;
- La cité Ain-Ellem, à 3 km à l’ouest du centre-ville, 14 000 habitants ;
- La cité de 1 300 logements, plus de 10 000 habitants ;
- La cité El-Wouroud, dénommée par ses habitants Djnen El-Chouk, 3 000 habitants, et située à 1 km à l’ouest du centre-ville ;
- La cité Feddaoui Moussa avec 3 000 habitants, située à 3 km au nord-est du centre-ville.

## Administration
Dréan compte quatre lycées: Lycée Ibn khaldoun, le Lycée Nouveau, le lycée technique et le lycée Ain Allem, cinq collèges (CEM): Badji Mokhtar, El imam el Razali, Abane Ramdane, Ain allem 1 et Ain Allem 2 et dix-sept écoles primaires.
Elle dispose aussi des équipements publics suivants :
- Un palais de justice ;
- Deux commissariats ;
- Une poste centrale dans le centre-ville et deux postes secondaires dans les cités Ain Allem et Feddaoui Moussa ;
- Une polyclinique no 1 qui fonctionne tous les jours ;
- Une polyclinique no 2 avec un service des urgences et une maternité ;
- Deux unités de soins secondaires dans les cités Ain Allem et Feddaoui Moussa ;
- Une polyclinique en construction dans la Cité Ain-Allem.

### Lieux de culte
La ville compte sept mosquées situées dans les cités suivantes: 
- El-Nasr, située
- au centre-ville ;
- Kholafaa El-Rachidine, sur la route de Talha, d’une capacité de 10 000 places ;
- El-Naser, au centre ville ;
- El-Kholafa Errachidine sur la route de Talha ;
- El-Tawba à la Cité de 200 logements, dite Cité Kharoubi Amara ;
- El-Jalile à la Cité de Djnen Elchouk ou Cité El-Wouroud ;
- Abou bakr ElRazi à la Cité de Boufara ;
- Amer ben Fahira à la Cité Ain-Allem ;
- Une mosquée à la Cité Feddoui Moussa.

- Une mosquée en construction à la Cité de Brakna et une autre à la Cité Zbiri Abd Elkader (route de Chiheni).

## Sport
Dréan compte un club local de football fondé en 1932. Son nom actuel complet est: CRB Dréan, Chabab Riadi Baladiat de Dréan (ex-Union Métal Steel Dréan). Il joue sous les couleurs rouge et blanc ou blanc et vert. Son stade, d’une contenance de 10 000 places est le stade Naili Amar. Le club participe au championnat régional 2 de Annaba (saison 2014/2015).
Dréan compte aussi plusieurs associations sportives, dont la plus importante est Nedjma Sport Dréan qui regroupe plusieurs disciplines telles que la lutte gréco-romaine, le judo, le karaté ou le self-défense (nouvellement installé). La section: lutte, s’est notamment distinguée en gagnant plusieurs titres nationaux (championnats et coupes) ainsi que deux titres africains.

## Situation de Dréan
La ville est située à 73 km de Souk-Ahras, 43 km de Guelma, 63 km d’El Taref et 24 km d’Annaba (ville). Elle est située à 17 km de l’aéroport d’Annaba et 24 km du port.
La ville relie ensemble quatre wilayas. Ainsi, l’autoroute Est-Ouest pénètre sur le territoire de la commune, à 5 km du centre-ville par la Route Nationale 16. Cette situation privilégiée lui a permis, en tant que ville et daïra les plus importantes de la wilaya d’El Taref, de bénéficier de quelques-uns des projets les plus importants de la région[Lesquels ?].

## Personnalité liée à la ville
- Albert Camus (1913-1960), écrivain pied-noir et prix Nobel de littérature en 1957, y est né.